# Stirlitz
Max Otto von Stirlitz (ros. Макс Отто фон Штирлиц, niem. Max Otto von Stierlitz) – postać fikcyjna, główny bohater książek Juliana Siemionowa i opartych na nich filmów (najbardziej znany jest radziecki serial telewizyjny pod tytułem Siedemnaście mgnień wiosny w reżyserii Tatiany Lioznowej, w którym w rolę głównego bohatera wcielił się Wiaczesław Tichonow).
Stirlitz to Rosjanin, Bohater Związku Radzieckiego, pułkownik Wsiewołod Władimirowicz Władimirow (ros. Всеволод Владимирович Владимиров) znany bardziej pod operacyjnym nazwiskiem Maksym Maksymowicz Isajew (ros. Максим Максимович Исаев) i pseudonimem Justus (ros. Юстус lub Юстас – Justas), których używał wcześniej do infiltracji Białej Armii. Zanim „Justus” wcielił się w rolę Niemca Stirlitza, infiltrował Białą Armię w czasie rosyjskiej wojny domowej i białą emigrację na Dalekim Wschodzie. W czasie II wojny światowej jako radziecki szpieg w randze SS-Standartenführera pracuje w Głównym Urzędzie Bezpieczeństwa Rzeszy (RSHA) w Berlinie. Serial powstał jako adaptacja powieści Juliana Siemionowa Siedemnaście mgnień wiosny. Łącznie Siemionow napisał 14 powieści o Stirlitzu.
Stirlitz ze wszystkich opresji wychodzi bez szwanku. Konsekwencją tego fenomenu są niezliczone dowcipy, opierające się w większości na zasadzie konfrontacji inteligentnego Stirlitza z niezbyt bystrym szefem Gestapo Müllerem.

## Życiorys postaci
Wsiewołod Władimirowicz Władimirow urodził się 8 października 1900 roku na Zabajkalu jako syn Ukrainki Olesji Ostapownej Prokopczuk i Rosjanina Władimira Aleksandrowicza Władimirowa – profesora prawa na uniwersytecie petersburskim, zwolnionego za działalność rewolucyjną. W wieku pięciu lat stracił matkę. Rodzina z jej strony osiedliła się w Polsce, w Krakowie: dziadek Wsiewołoda Ostap Nikiticz zmarł w 1915, wuj Taras Ostapowicz ożenił się z Polką Wandą Kruszańską, zginął w 1918, ich córka Ganna Tarasowna pracowała jako architekt, zginęła wraz z bliskimi w 1941 w KL Auschwitz. Wsiewołod dzieciństwo spędził w mieście Gorochowiec w pobliżu Wołgi, później wraz z ojcem przez pewien czas mieszkał na emigracji w Szwajcarii skąd wrócili w 1917. Stary Władimirow zginął z rąk białogwardzistów na Syberii Wschodniej w 1921.
Młody Władimirow związał się z bolszewikami, od 1919 był ich agentem w kontrwywiadzie Armii Denikina. W 1920 jako rotmistrz Maksym Maksymowicz Isajew przyłączył się do sił admirała Aleksandra Kołczaka, które infiltrował jako pracownik służby prasowej zaś rok później do wojsk barona Romana von Ungern-Sternberga. Po zakończeniu misji rozpoczął pracę w moskiewskim wydziale zagranicznym Czeka, przebywał krótko w Estonii. W 1922 wraz z resztkami białogwardzistów ewakuował się do Harbinu. W Związku Radzieckim pozostawia swoją żonę Aleksandrę Iwanownę Gwarilinę (córkę profesora i nauczycielkę). Rok później urodziła ona ich syna Aleksandra, o którym Isajew dowiaduje się dopiero w 1941.
W latach 1924–27 przebywa w Szanghaju. W tym czasie radziecki wywiad zaniepokojony wzrostem NSDAP w Niemczech postanowił przenieść Isajewa do Europy. Stworzony zostaje fikcyjny sympatyk nazistów, urodzony 12 stycznia 1901 roku w Szanghaju Niemiec Max Otto von Stirlitz, którego rolę otrzymuje radziecki agent przenosząc się do Sydney. Przebywa przez pewien czas w Nowym Jorku skąd wyjeżdża do Rzeszy. Wstąpił tam do NSDAP i SS, rozpoczynając pracę w wywiadzie SD, kierowanym kolejno przez Reinharda Heydricha, Heinza Josta i Waltera Schellenberga.

Z partyjnej charakterystyki członka NSDAP od 1933 r. Maxa Otto von Stirlitza, Standartenführera SS VI Departamentu RSHA: „Czysty Aryjczyk. Charakter nordycki, odporny. Z kolegami w pracy utrzymuje dobre stosunki. Bez zarzutu wypełnia służbowe obowiązki. Bezlitosny w stosunku do wrogów Rzeszy. Znakomity sportsmen: mistrz Berlina w tenisie. Kawaler. Związków kompromitujących go nie zauważono. Odznaczony nagrodami Führera i podziękowaniami Reichsführera SS[...]”

W roku 1938 bierze udział w hiszpańskiej wojnie domowej, w 1941 w agresji na Jugosławię i na Związek Radziecki. Wszędzie utrzymuje kontakt z moskiewską centralą. W roku 1943 Stirlitz zdobywa uznanie wykazując się bohaterstwem w czasie radzieckiego ostrzału okupowanego Smoleńska (rok wcześniej zostaje ranny w bombardowaniu Wielkich Łuków). Na przełomie 1944 i 1945 przebywa w Krakowie, w Generalnym Gubernatorstwie. Niedaleko ląduje radziecka grupa dywersyjna, która ma uniemożliwić nazistom wysadzenie miasta. Dowódca, major „Wicher” planuje dokonanie zamachu na Standartenführera von Stirlitza, jednak odkrywa, że jest on sowieckim szpiegiem. Wśród sabotażystów obecny jest syn Isajewa Aleksandr, którego ten spotyka pierwszy raz w życiu. Następnie pomaga rodakom ocalić Kraków.
W lutym 1945 „Justus” otrzymuje zadanie od szefa radzieckiego wywiadu Władimira Nikołajewicza Gromowa pseudonim „Aleks” (pierwowzorem postaci był Paweł Fitin pseudonim „Wiktor”, szef I Zarządu Pionu Operacyjnego NKWD – wywiadu zagranicznego): odkryć kto z wyższych bonzów hitlerowskich próbuje rozpocząć w Szwecji i w Szwajcarii rokowania celem zawarcia separatystycznego pokoju z Zachodem i kontynuacji wojny z Sowietami. Los nie uśmiecha się do Stirlitza: w bombardowaniu ginie Erwin Kinn (szyfrant i telegrafista), jego żona Kathrin (telegrafistka Katia Kozłowa) dekonspiruje się krzycząc po rosyjsku w czasie porodu, umiera profesor medycyny Hugo Pleischner (niemiecki komunista i współpracownik Stirlitza), w ręce agentów Gestapo w Szwajcarii wpada rezydent radzieckiego wywiadu w Bernie. Standartenführer stara się ratować Katie i jej małe dziecko, stworzyć nową siatkę z profesora Wernera Pleischnera (bibliotekarz i brat zmarłego lekarza) i pastora Fritza Schlagga (chadek i pacyfista zastraszany przez SD), odnowić kontakt z Moskwą oraz wypełnić przyznane zadanie. W tym samym czasie szef RSHA Ernst Kaltenbrunner szuka winnych fiaska operacji zniszczenia Krakowa. Friedrich Wilhelm Krüger chcąc chronić własną skórę stara się skierować podejrzenia na Stirlitza, oficjalnie poszukującego wówczas zaginionego pocisku V2, a na jaw wychodzi także błąd popełniony przez Stirlitza przed rokiem w sprawie fizyka Rungego... Stanowi to fabułę powieści pt. „Siedemnaście mgnień wiosny”, która dzięki serialowi pod tym samym tytułem zdobyła największy rozgłos. Za uniemożliwienie Heinrichowi Himmlerowi, Schellenbergowi i Karlowi Wolffowi zawarcia separatystycznego pokoju, pułkownik Isajew otrzymał Tytuł Bohatera Związku Radzieckiego.
Już w marcu 1945 Stirlitza zdekonspirował naczelnik IV Departamentu RSHA (Gestapo) Heinrich Müller, w czym upewnił się dopiero po powrocie Standartenführera ze Szwajcarii (uprzednio zwykł mówić, że Stirlitz to jedyny pracownik Schellenberga, którego szanuje i chciałby widzieć jako swojego zastępcę). Wysłannik moskiewskiej centrali, z którym pułkownik spotkał się w Bernie informuje go, że jeśli sytuacja jest bardzo tragiczna to „Justus” może wrócić do ZSRR. Isajew odmawia (próbuje napisać po francusku list do żony, jednak nie potrafi znaleźć odpowiednich słów) i wraca do Berlina. W kwietniu Stirlitz został aresztowany, jednak radziecka ofensywa pokrzyżowała plany Müllera na grę z Sowietami. Ranny w bitwie o Berlin zostaje, będąc nieprzytomny wysłany przez organizację ODESSA (nie znającą jego prawdziwego życiorysu) do Hiszpanii a stamtąd do Ameryki Południowej. Na miejscu stara się zdekonspirować organizację byłych esesmanów, udając się do radzieckiego konsulatu celem wyjawienia prowadzonej jak dotąd bez łączności misji zostaje aresztowany i odesłany do ZSRR. Uznany wcześniej za zmarłego zostaje oskarżony o podwójne szpiegostwo i zesłany do łagru (jego żona i syn zostają w tym czasie rozstrzelani na osobisty rozkaz Józefa Stalina) skąd wraca po egzekucji Ławrientija Berii. Otrzymuje stopień doktora nauk za pracę pt. „Narodowy socjalizm, neofaszyzm, modyfikacja totalitaryzmów”. W 1967 pułkownik Maksym Isajew jeszcze raz spotyka się z dawnymi towarzyszami z RSHA w Berlinie Zachodnim, gdzie mimo wieku udaje mu się pokrzyżować ich plany.
Ulubionym alkoholem Stirlitza jest ormiański koniak (nienawidzi jałowcowej wódki), pali papierosy "Caro" i "Camel" bez filtra, jeździ samochodem marki Horch 853 o rejestracji WKR 821 (w serialu Tatiany Lioznownej jest to Mercedes-Benz 230 W143 z 1938 o rejestracji IA 661125). Często nosi przyciemnione okulary przez problemy z oczami (argument ten przedstawił w SS, zdecydował się na to po wpadce jaka prawie go spotkała w Tokio), mieszka w willi w dzielnicy Poczdamu Babelsberg. Formami pielęgnacji patriotyzmu są m.in. spacery nad pobliskim jeziorem przypominającym rodzinne strony oraz samotne świętowanie 23 lutego – Dnia Armii Czerwonej i Floty Wojennej.
W przeciwieństwie do Jamesa Bonda i Hansa Klossa traktuje kobiety dość chłodno zachowując wierność wobec pozostającej w dalekiej ojczyźnie żony. Isajew Aleksandrę Gwarilinę ostatni raz widział w 1922, kiedy na rozkaz Feliksa Dzierżyńskiego odpływał z Władywostoku. W 1941, już jako Stirlitz, przebywał w Tokio, gdzie spotkał na ulicy kobietę łudząco podobną do swojej małżonki. Wyprosił w centrali zdjęcie go z placówki i powrót do kraju, jednak atak Hitlera na Związek Radziecki spowodował cofnięcie zgody zwierzchników. W serialu „Siedemnaście mgnień wiosny” zostaje przestawiona wersja, według której Wsiewołod aka Maksym i Aleksandra (w tej roli Eleonora Szaszkowa) ostatni raz widzieli się w 1936, w berlińskiej restauracji „Elefant”, którą przez kolejne lata Stirlitz często odwiedzał odświeżając wspomnienia. Scena ta przeszła do historii radzieckiej i rosyjskiej kinematografii. Po fenomenie serialu, postać Stirlitza została na zawsze związana z wyglądem grającego go w nim Wiaczesława Tichonowa

## Pierwowzory radzieckiego szpiega
- Richard Sorge – agent Razwiedupr/GRU w Japonii
- William Fisher – pułkownik KGB, agent w Stanach Zjednoczonych
- Nikołaj Kuzniecow – starszy lejtnant OMSBON NKWD podszywający się pod przebywającego w niewoli swojego sobowtóra oberleutnanta Paula Sieberta, działał na okupowanej Zachodniej Ukrainie (był także jednym z pierwowzorów Hansa Klossa)
- Jakow Blumkin – kombryg Armii Czerwonej, agent OGPU na Bliskim Wschodzie
- Willy Lehmann – SS-Hauptsturmführer Gestapo współpracujący z NKWD od 1936
- Isaj Borowoj – mieszkający od końca lat 20 w Niemczech radziecki agent w SS
- Michaił Michałkow – brat autora tekstu hymnów ZSRR i Rosji, oficer kontrwywiadu NKWD, wzięty do niewoli po upadku Kijowa przedstawił się jako Niemiec mieszkający na Ukrainie, dzięki czemu wypuszczono go z obozu, dostarczał Sowietom informacje zza frontu, od 1945 działał w kontrwywiadzie SMIERSZ

Wiadomo, że w czasie II wojny światowej Sowieci mieli w hitlerowskich Niemczech agenta o kryptonimie „Justus”, który przekazał do Moskwy wiele najważniejszych tajemnic nazistów, m.in. plany operacji „Zeppelin”. Do dziś nie jest znana jego prawdziwa tożsamość ani dalsze szczegóły. Podejrzewa się, że mógł nim być Martin Bormann, zastępca Adolfa Hitlera, o czym wspominał Bogusław Wołoszański w słuchowisku radiowym Sensacji XX wieku pt. „Zamach na Stalina” i Pierre de Villemarest w książce „Bormann i Gestapo Müller na usługach Stalina”. Nie zostało to jednak nigdy oficjalnie potwierdzone. Wiadomo natomiast (o czym Bogusław Wołoszański mówił w odcinku telewizyjnym pt. „Ostatni dzień Hitlera”), że wywiad radziecki miał w czasie bitwy o Berlin swojego szpiega w Führerbunker, podszywającego się pod oficera SS i pełniącego rolę łącznika między Hitlerem a dowództwem – Rosjanina Aleksandra Kwapiszewskiego. Nieznany jest jednak jego operacyjny pseudonim ani pozostałe fakty.
Julian Siemionow tworząc Stirlitza miał się także wzorować fikcyjnym szpiegiem MI6 – komandorem porucznikiem Jamesem Bondem.
Prekursorem Siemionowa był Jurij Dold-Mychajłyk, twórca trylogii opowiadającej o radzieckim szpiegu Grigoriju Gonczarence wcielającym się w Henryka von Goldringa. Postać ta, chociaż starsza niż Isajew, to ze względu na sławę Rosjanina nazywana jest „ukraińskim Stirlitzem”.

## Odznaczenia

### Związek Radziecki i państwa koalicji
- Złota Gwiazda Bohatera Związku Radzieckiego – w marcu 1945 za przerwanie negocjacji SS i SD z Allenem Dullesem (Operacja Sunrise(inne języki))
- trzykrotnie Order Lenina – dwukrotnie przed 1940 i w 1945
- Order Czerwonego Sztandaru – 1922
- Medal jubileuszowy „XX lat Robotniczo-Chłopskiej Armii Czerwonej” – 1938
- Medal jubileuszowy „40 lat Sił Zbrojnych ZSRR”
- Medal jubileuszowy „50 lat Sił Zbrojnych ZSRR”
- Medal „Za zwycięstwo nad Niemcami w Wielkiej Wojnie Ojczyźnianej 1941–1945”
- Medal jubileuszowy „Dwudziestolecia zwycięstwa w Wielkiej Wojnie Ojczyźnianej 1941–1945”
- Medal „Za nienaganną służbę” I klasy
- odznaczenia polskie, francuskie, jugosłowiańskie i norweskie.

### III Rzesza
- Odznaka Złota Partii – noszona przez Stirlitza w serialu „Siedemnaście mgnień wiosny”. W rzeczywistości nosiłby on zwykłą odznakę NSADP ponieważ „Justus” wstąpił do partii i SS w 1933 a Goldenes Parteiabzeichen przysługiwała tylko członkom Alter Kämpfer sprzed 1930. Nosi także na prawym ramieniu Honorowy szewron Starej Gwardii(inne języki), który przysługiwał członkom partii i SS sprzed 30 stycznia 1933. Wiadomo, że Isajew wstąpił do NSDAP w 1933 jednak nie jest znana dzienna data przystąpienia stąd można założyć, że Stirlitz miał uprawnienia do noszenia go
- Krzyż Żelazny I klasy
- Krzyż Żelazny II klasy
- Krzyż Hiszpanii
- Odznaka za Służbę w SS – za kolejno 4, 8 i 12 lat służby
- Odznaka za Rany – w 1942 został ranny pod Wielkimi Łukami w czasie bombardowania, którego nie przeżył jego szofer Fritz Roschke szanowany przez Stirlitza
- Odznaka Sportowa Rzeszy(inne języki)

### Białogwardziści
- Broń Złota „Za Waleczność” – 1922

## Stopnie wojskowe

### Związek Radziecki
- pułkownik bezpieczeństwa państwowego – otrzymany w czasie II wojny światowej[14]

### III Rzesza
- SS-Sturmbannführer – 1934
- SS-Obersturmbannführer – 1939
- SS-Standartenführer – 1943

### Biała Armia
- rotmistrz – 1919

## Powieści ze Stirlitzem-Isajewem
| Tytuł                               | Tytuł oryginalny i data powstania           | Czas akcji | Miejsce akcji                     |
| ----------------------------------- | ------------------------------------------- | ---------- | --------------------------------- |
| Brylanty dla dyktatury proletariatu | Бриллианты для диктатуры пролетариата, 1970 | 1921       | Estonia                           |
| Hasło nie jest potrzebne            | Пароль не нужен, 1963                       | 1921-1922  | Republika Dalekiego Wschodu       |
| Czułość                             | Нежность, 1975                              | 1927       | Szanghaj                          |
| Wariant hiszpański                  | Испанский вариант, 1973                     | 1938       | Hiszpania                         |
| Alternatywa                         | Альтернатива, 1973                          | 1941       | Królestwo Jugosławii              |
| Trzecia karta                       | Третья карта, 1974                          | 1941       | Berlin, Zachodnia Ukraina         |
| Major Wicher                        | Майор «Вихрь», 1964-1965                    | 1944-1945  | Kraków                            |
| Siedemnaście mgnień wiosny          | Семнадцать мгновений весны, 1968            | 1945       | Berlin, Berno                     |
| Rozkaz: przeżyć                     | Приказано выжить, 1982                      | 1945       | Berlin                            |
| Ekspansja-1                         | Экспансия-1, 1984                           | 1946       | Hiszpania                         |
| Ekspansja-2                         | Экспансия-2, 1985                           | 1946-1947  | Londyn, Hiszpania, Argentyna, USA |
| Ekspansja-3                         | Экспансия-3, 1986                           | 1947       | Argentyna, USA, Norwegia          |
| Rozpacz                             | Отчаяние, 1988                              | 1947-1953  | Moskwa                            |
| Bomba dla przewodniczącego          | Бомба для председателя, 1970                | 1967       | Moskwa, Berlin Zachodni           |

## Produkcje filmowe ze Stirlitzem-Isajewem
| Tytuł                              | Tytuł oryginalny i data powstania           | Rodzaj produkcji                                         | Aktor                                                                             |
| ---------------------------------- | ------------------------------------------- | -------------------------------------------------------- | --------------------------------------------------------------------------------- |
| Hasło nie jest potrzebne           | Пароль не нужен, 1967                       | film                                                     | Rodion Nachapietow                                                                |
| Siedemnaście mgnień wiosny         | Семнадцать мгновений весны, 1973            | serial telewizyjny                                       | Wiaczesław Tichonow                                                               |
| Diamenty za dyktaturę proletariatu | Бриллианты для диктатуры пролетариата, 1975 | film                                                     | Władimir Iwaszow                                                                  |
| Życie i śmierć Ferdinanda Lusa     | Жизнь и смерть Фердинанда Люса, 1976        | film                                                     | Wsewołod Safonow                                                                  |
| Wariant hiszpański                 | Испанский вариант, 1980                     | film                                                     | Uldis Dumpis Bohater ma na nazwisko Walter Schulz                                 |
| Hitler kaput!                      | Гитлер капут!, 2008                         | film komediowy parodia m.in. „Siedemnastu mgnień wiosny” | Paweł Derewjanko Bohater nazywa się Olaf Schurenberg-Aleksandr Isajewicz Oseczkin |
| Isajew                             | Исаев, 2009                                 | serial telewizyjny                                       | Daniił Strachow                                                                   |

W filmie Major Wicher (Майор Вихрь, 1967) postać Stirlitza nie występuje.

## Upamiętnienie
Stirlitz został przedstawiony w wielu rosyjskich piosenkach (także w polskiej „Stirlitz i Kloss” Kabaretu OT.TO), grach komputerowych i na telefon, skeczach i programach rozrywkowych. Pojawiał się epizodycznie w różnych powieściach innych autorów a także na scenie teatru, m.in. w 1973 polski Teatr Sensacji „Kobra” wystawił „Siedemnaście mgnień wiosny” z Piotrem Pawłowskim w roli agenta „Justusa”.
12 stycznia 2018 we Władywostoku odsłonięto pomnik Stirlitza. To właśnie z tego miasta w 1922 wypłynął radziecki agent opuszczając ojczyznę na ćwierć wieku. Jest to wycięty w litym metalu zarys postaci w płaszczu i kapeluszu, obok znajduje się napis:

W młodości mieszkał i pracował we Władywostoku Otto von Stirlitz (prawdziwe nazwisko – Wsiewołod Władimirow), najsłynniejszy wywiadowca radzieckiej literatury i kina. Tutaj był znany jako Maksym Isajew. Mieszkał na ulicy Połtawskiej, odpoczywał na Sedance, wieczorami lubił przesiadywać w restauracji „Wersal”

8 grudnia 2009 na Cmentarzu Nowodziewiczym w Moskwie pochowany został Bohater Pracy Socjalistycznej i Ludowy Artysta ZSRR Wiaczesław Tichonow – radziecki i rosyjski aktor grający Stirlitza w serialu Siedemnaście mgnień wiosny, najsłynniejszy odtwórca roli radzieckiego agenta. Pośród kwiatów postawiono zdjęcie aktora – fotos z planu tego serialu. W 2013 na grobie postawiono mierzący 185 cm (tyle co Tichonow) pomnik aktora z brązu autorstwa Aleksieja Blagowestnowa. Zdjęcie z „Siedemnastu mgnień wiosny” (w mniejszym rozmiarze) oprawiono w ramkę i umieszczono obok pomnika.
Stirlitz stał się także bohaterem wielu dowcipów powstających po fenomenie „Siedemnastu mgnień wiosny” i głównie odnoszących się do tego serialu oraz inteligencji i wielkiego szczęścia szpiega.